# Tierceville
Tierceville est une ancienne commune française, située dans le département du Calvados en région Normandie, devenue le 1er janvier 2017 une commune déléguée au sein de la commune nouvelle de Ponts sur Seulles puis définitivement supprimée.

## Géographie
Tierceville est une commune du pays du Bessin, limitrophe de Creully et située à 13 kilomètres de Bayeux. Tierceville appartient à la communauté de communes d'Orival et est traversée par la Seulles.

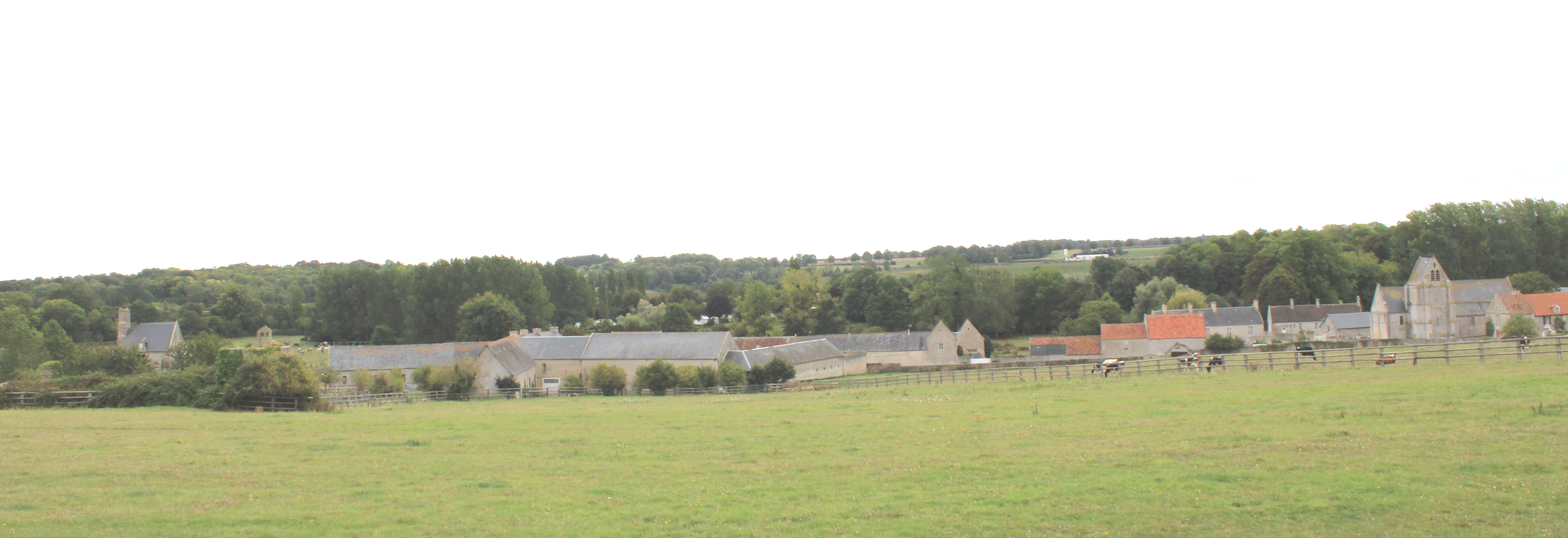
Panorama du village.

## Toponymie
Le nom de la localité est attesté sous les formes Tigiervilla en 1180 (magni rotuli, p. 23), Villa Tyerri en 1227 (charte de l’abbaye de Mondaye), Tergevilla supra Croilie 1250 (ch. de l’abbaye de Mondaye), Tertia villa au XIVe siècle (livre pelut de Bayeux), Tiergeville en 1336 (chap. de Bayeux, n° 370), Tierchevilla en 1417 (magni rotuli, p. 216, 2).

## Histoire
Tierceville a été libérée dès le 6 juin 1944 par des soldats britanniques débarqués sur Gold Beach et des Canadiens venus de Juno Beach.

## Politique et administration
| Période                                  | Période       | Identité         | Étiquette | Qualité    |
| ---------------------------------------- | ------------- | ---------------- | --------- | ---------- |
| ?                                        | mars 2001     | Michel Renault   |           |            |
| mars 2001                                | décembre 2016 | Catherine Blouet | SE        | Secrétaire |
| Les données manquantes sont à compléter. |               |                  |           |            |

Le conseil municipal était composé de onze membres dont le maire et deux adjoints.

## Démographie
L'évolution du nombre d'habitants est connue à travers les recensements de la population effectués dans la commune depuis 1793. À partir du 1er janvier 2009, les populations légales des communes sont publiées annuellement dans le cadre d'un recensement qui repose désormais sur une collecte d'information annuelle, concernant successivement tous les territoires communaux au cours d'une période de cinq ans. 
Pour les communes de moins de 10 000 habitants, une enquête de recensement portant sur toute la population est réalisée tous les cinq ans, les populations légales des années intermédiaires étant quant à elles estimées par interpolation ou extrapolation. Pour la commune, le premier recensement exhaustif entrant dans le cadre du nouveau dispositif a été réalisé en 2007,.
En 2018, la commune comptait 157 habitants, en évolution de −5,99 % par rapport à 2013 (Calvados : +1,58 %, France hors Mayotte : +2,49 %).
| 1793 | 1800 | 1806 | 1821 | 1831 | 1836 | 1841 | 1846 | 1851 |
| ---- | ---- | ---- | ---- | ---- | ---- | ---- | ---- | ---- |
| 200  | 178  | 195  | 202  | 164  | 177  | 164  | 174  | 169  |

| 1856 | 1861 | 1866 | 1872 | 1876 | 1881 | 1886 | 1891 | 1896 |
| ---- | ---- | ---- | ---- | ---- | ---- | ---- | ---- | ---- |
| 180  | 202  | 183  | 163  | 151  | 156  | 158  | 152  | 142  |

| 1901 | 1906 | 1911 | 1921 | 1926 | 1931 | 1936 | 1946 | 1954 |
| ---- | ---- | ---- | ---- | ---- | ---- | ---- | ---- | ---- |
| 142  | 136  | 109  | 94   | 103  | 92   | 87   | 121  | 111  |

| 1962 | 1968 | 1975 | 1982 | 1990 | 1999 | 2007 | 2012 | 2017 |
| ---- | ---- | ---- | ---- | ---- | ---- | ---- | ---- | ---- |
| 97   | 131  | 96   | 123  | 113  | 138  | 162  | 170  | 156  |

| 2018 | - | - | - | - | - | - | - | - |
| ---- | - | - | - | - | - | - | - | - |
| 157  | - | - | - | - | - | - | - | - |

## Lieux et monuments
- Eros, statue réalisée par les soldats britanniques du Royal Engineers, qui se sont inspirés de celle sur la fontaine de Lord Shaftesbury (en) à Piccadilly Circus. Elle est située sur le rond-point de la route de courseulles (RD 12) et de la RD 176. Érigée en août 1944 pour la libération de la commune.
- Manoir de Grestain, XVIIe siècle.
- Château de Tierceville qui appartenait aux seigneurs de Tierceville, XVIIe siècle.
- Église Saint-Martin, XIIe siècle, dont le portail fait l’objet d’une inscription au titre des monuments historiques depuis le 13 avril 1933[9].

## Personnalités liées à la commune
Le compositeur Edmond Audran est mort le 17 août 1901 à Tierceville.

## Héraldique
| Blason de Tierceville | Blason  | Tranché : au 1er de gueules à la croix tréflée d'or, au 2e d'or au dauphin d'azur crêté, barbé, loré, peautré et oreillé de gueules. |
| Blason de Tierceville | Détails | |